# Club féminin et sportif de Barcelone

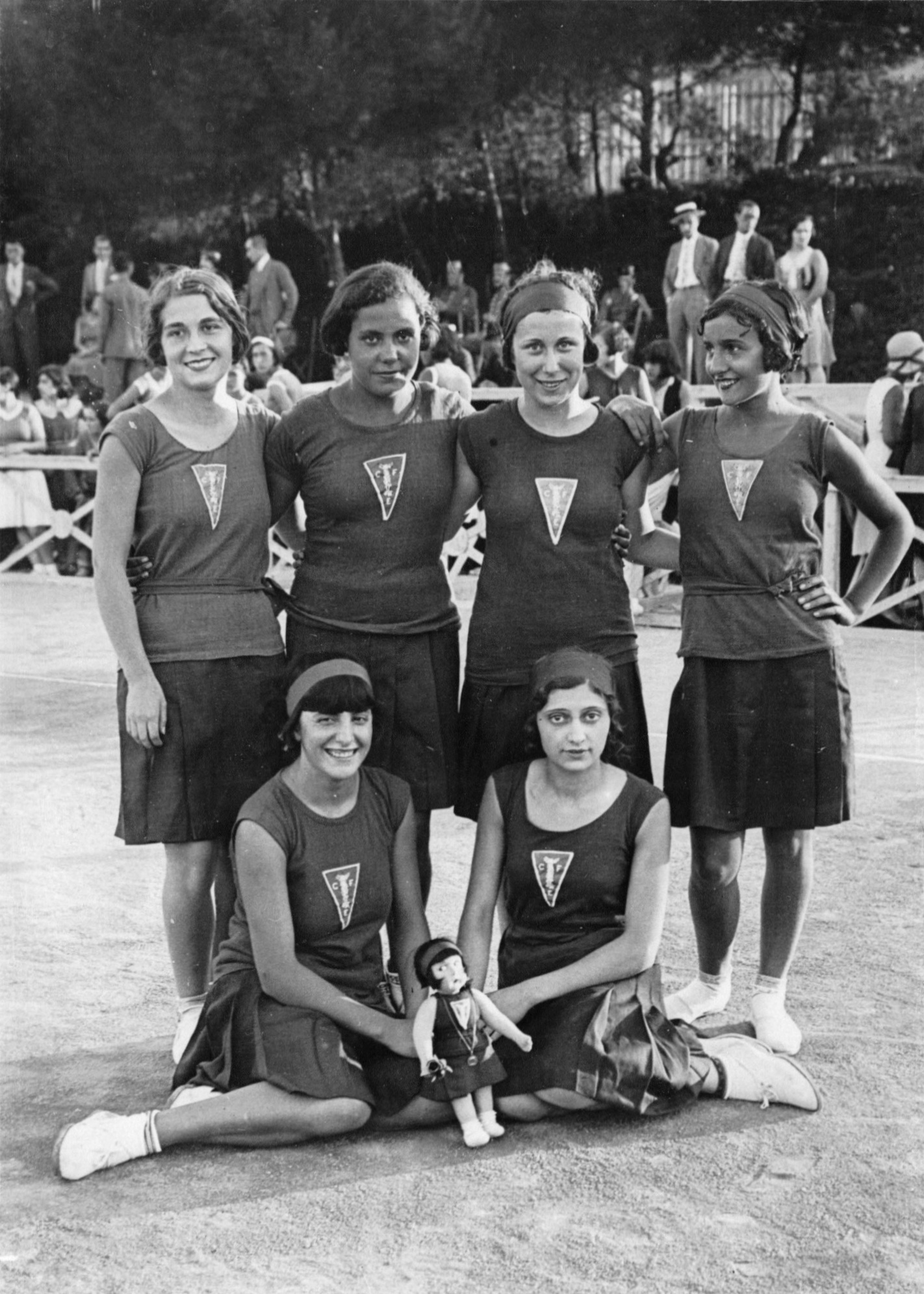
Équipe de basket-ball du Club féminin et sportif, le 13 juillet 1930 au Tournoi de Barcelone. Debout, de gauche à droite : Elvira Jaumandreu, Maria Morros, Maria Zamarreño, Carme Pascó. Assises, de gauche à droite : Carme Sugrañes, Magda Tiza.

Le Club féminin et sportif de Barcelone (en catalan: Club Femení i d'Esports de Barcelona), est l'une des associations féministes les plus importantes de la Barcelone d'avant la guerre d'Espagne.

## Histoire du club
Fondé par Teresa Torrens et Enriqueta Sèculi le 14 octobre 1928, le club fait partie des organisations de lutte pour les droits des femmes en Catalogne, comme le Lyceum Club fondé en 1931 par Aurora Bertrana. Contrairement à ce dernier, plus intellectuel, il est fréquenté aussi par les femmes issues des quartiers populaires.

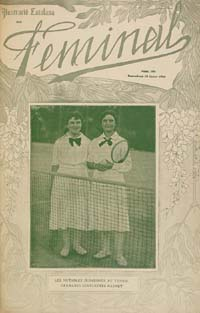
Une de la revue Feminal (no 106, dédié au tennis féminin).

L'athlète et future dirigeante du FC Barcelone, Anna Maria Martínez Sagi (1907-2000), est l'une des personnalités du club. Sa  trésorière est Mercedes Núñez Targa.
Le club s'illustre notamment dans l'organisation des Olympiades populaires de Barcelone en 1936.
Il est dissout à la fin de la guerre d'Espagne à la suite de l'arrivée au pouvoir des nationalistes et du début de la dictature franquiste.

## Siège
Le club a différents sièges dans son histoire : d'abord situé dans le centre de Barcelone, il s'installe pendant la République sur la place d'Espagne, près de la colline de Montjuïc qui accueille les Olympiades populaires de 1936, puis les Jeux olympiques d'été de 1992.

## Sports pratiqués
- Natation
- Gymnastique
- Athlétisme
- Tennis
- Basket-ball féminin
- Patinage
- Randonnée
- Hockey sur glace